# Будде (дворянские роды)
Будде (нем. Budde) — немецкие дворянские роды.
- 1) С 1258 года встречаются упоминания о роде Будде (нем.) на службе у Рюгенских князей. Первым (в указанный год) был упомянут Иоганн Будде. На гербе этого рода Будде была изображена сова. Род владел на территории княжества несколькими поместьями (в том числе, Будденхагеном). После XV века упоминания рюгенских Будде (с совой на гербе) в источниках не встречаются.
- 2) С 1189 года в Вестфалии упоминается второй род Будде (нем.). Первым (в указанный год) был упомянут Герман Будде фон Трантхем. Род был связан с населёнными пунктами  Будденбург и Буддемюлен. На гербе вестфальских Будде изображено uk:Хмароподібне біляче хутро. В XVI веке один из членов семьи Будде был каноником в Минден, тогда как другой — каноником в Падерборне. В том же столетии этот род Будде в первый раз фиксируется в Курляндии, где великий магистр Ливонского ордена Вальтер фон Плеттенберг в 1532 году наградил Юргена Будде поместьем Альт-Одерн. В 1648 году этот род был окончательно сопричислен к Курляндскому рыцарству, и впоследствии принял подданство России (если только не пресёкся ранее).
- 3) С 1517 года в Померании упоминается третий род Будде (нем.). В указанный год герцог Богуслав X наделил их поместьями. На гербе померанских Будде изображены единорог и шаховница. В Померании род Будде пресёкся в XVIII столетии; неясным остаётся вопрос о его проживании в соседнем Мекленбурге. Однако известно, что ещё в 1570 году одна из ветвей померанских Будде переселилась в Данию, откуда часть их потомков выехали в датские владения: Норвегию и на Эзель (Сааремаа). В самой Дании род Будде пресёкся, по всей вероятности, в начале XVIII столетия, в Норвегии — веком позже. На Эзеле Будде стали поддаными России и были внесены в матрикул Эзельского рыцарства (1740). Высочайше утверждённым, (01 декабря 1902) мнением Государственного Совета усыновленному бароном Павлом Местмахером родному его племяннику Виктору Викторовичу Будде (1881—1914)[1] было разрешено присоединить к своей фамилии фамилию и титул усыновителя его, барона Местмахера, и впредь именоваться бароном Местмахером-Будде, с правом пользоваться принадлежащим этому баронскому роду гербом[2].
- 4) В Германской империи генерал-майор и государственный министр Герман фон Будде (1851—1906), сын подданного Королевства Пруссия, преподавателя кадетского корпуса доктора философии Вильгельма Будде (1813—1885), уроженца Дортмунда, не принадлежавшего к дворянскому сословию, был 1 мая 1904 года был возведен в потомственное дворянство. Таким образом, был образован четвёртый род Будде (нем.). На гербе, присвоенному Герману фон Будде были изображены: в правой части — липа, в левой — меч и перо. После 1929 года о судьбе его потомков нет никаких сведений.
- Немецкие источники не исключают существования в прошлом и других родов Будде, так как в старинных геральдических справочниках встречаются гербы Будде, не относящиеся ни к одной из вышеперечисленных фамилий.

## Гербы

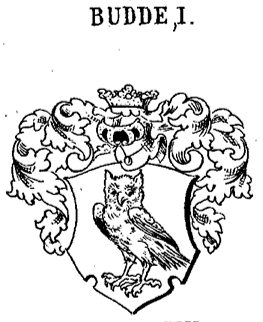
Рюгенских Будде
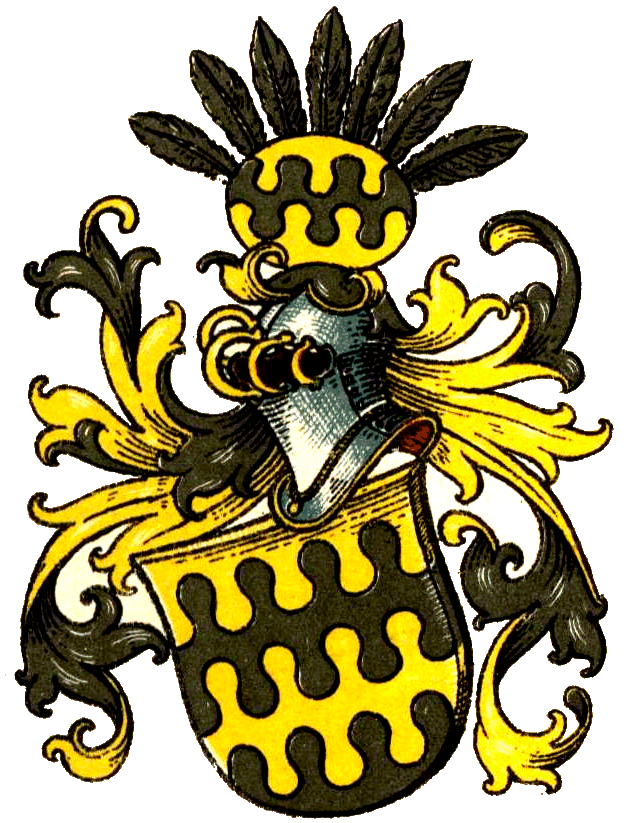
Вестфальских Будде
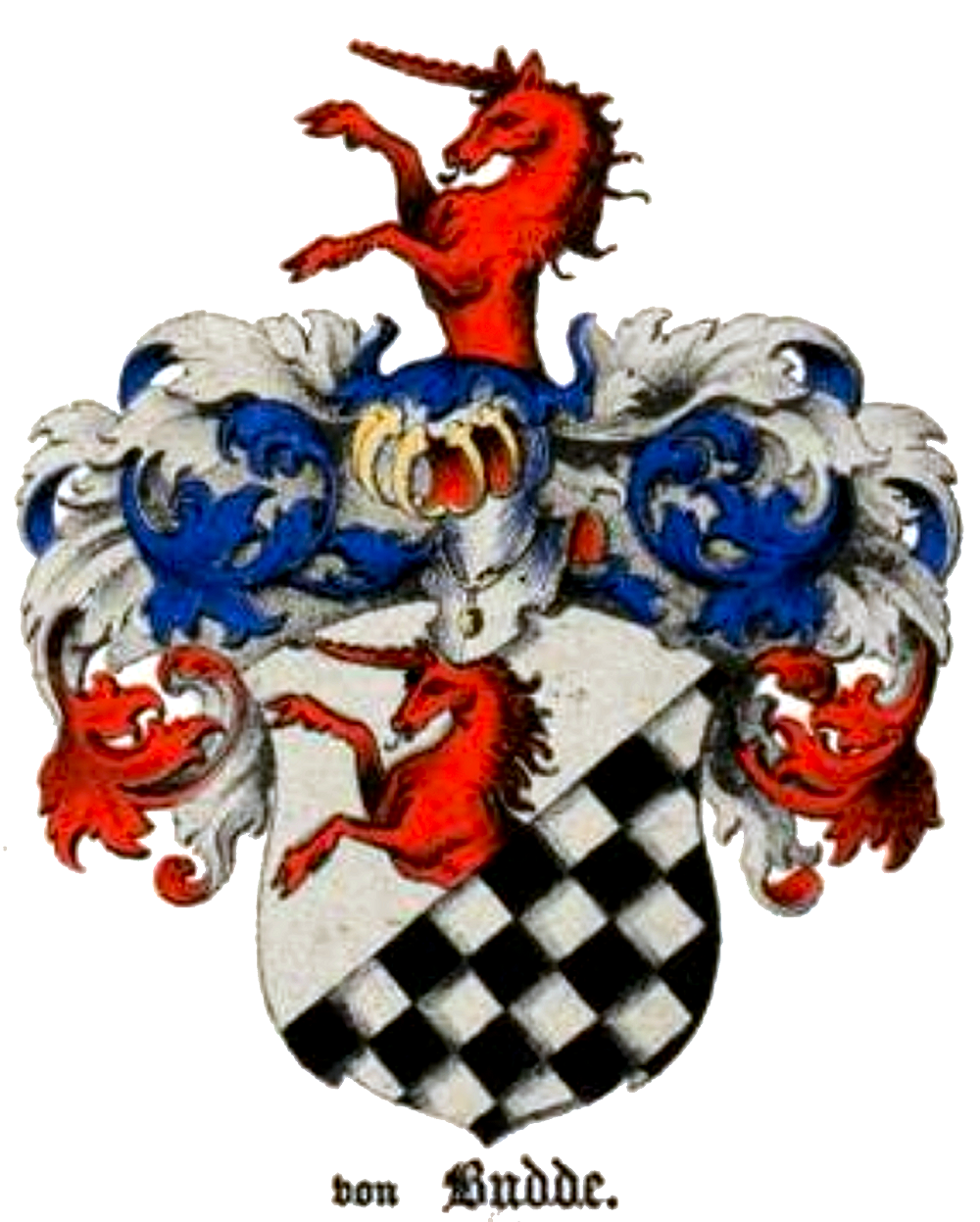
Померанских Будде
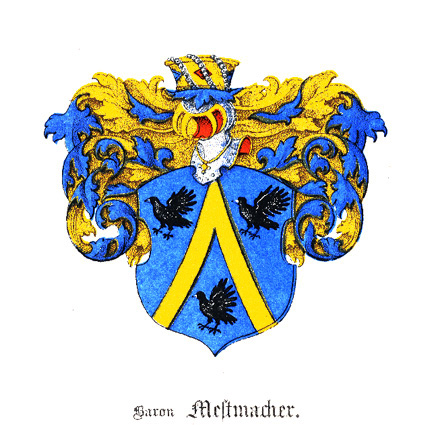
Будде-Местмахеров

Описание герба померанских Будде
Щит пересечен в перевязь. В первом серебряном поле возникающий красный единорог. Второе поле шахматное — в черное с серебром (9х4).
Щит увенчан повернутым некоронованным дворянским шлемом. Нашлемник — возникающий красный единорог. Намет пересеченный голубым по красному, подложен серебром.